# Пиетраперция
Пиетрапѐрция (на италиански: Pietraperzia, на местен диалект Pitra, Питра, на сицилиански Petrapirzia, Петрапирция) е град и община в южна Италия, провинция Ена, в автономен регион и остров Сицилия. Разположен е на 476 надморска височина. Населението на града е 7233 души (към 30 ноември 2011 г.).